# دورین گوگا
دورین گوگا (انگلیسی: Dorin Goga؛ زادهٔ ۲ ژوئیهٔ ۱۹۸۴) بازیکن فوتبال اهل رومانی است.
از باشگاه‌هایی که در آن بازی کرده‌است می‌توان به آ.اس.آ ترگو مورش، باشگاه فوتبال دینامو تفلیس و باشگاه فوتبال راپید بخارست اشاره کرد.
او همچنین در تیم ملی فوتبال رومانی بازی کرده‌است.